# Club Baloncesto Ciudad de Burgos
Maillots
Le Club Baloncesto Ciudad de Burgos, ou CB Ciudad de Burgos, est un club espagnol de basket-ball féminin basé à Burgos (Castille-et-León).
Son meilleur classement est en 2006-2007 avec une troisième place derrière Ros Casares Valence et Salamanque.
Le club appartient en 2013-2014 à la Liga Femenina, soit le plus haut niveau du championnat espagnol et obtient une sixième place. En proie à des problèmes budgétaires, il annonce son retrait de l'élite espagnole en juillet 2014.

## Palmarès
| Saison    | Division        | Class. | Play-offs          | Coupe de la Reine | Compétitions européennes |
| --------- | --------------- | ------ | ------------------ | ----------------- | ------------------------ |
| 1997–1998 | Liga Femenina   | 5      | –                  | –                 | –                        |
| 1998–1999 | Liga Femenina   | 11     | –                  | –                 | –                        |
| 1999–2000 | Liga Femenina   | 8      | –                  | Finaliste         | –                        |
| 2000–2001 | Liga Femenina   | 7      | Quarts de finale   | –                 | Coupe Ronchetti 1er tour |
| 2001–2002 | Liga Femenina   | 10     | –                  | –                 | –                        |
| 2002–2003 | Liga Femenina   | 7      | Quarts de finale   | –                 | –                        |
| 2003–2004 | Liga Femenina   | 11     | –                  | –                 | –                        |
| 2004–2005 | Liga Femenina   | 10     | –                  | –                 | –                        |
| 2005–2006 | Liga Femenina   | 6      | –                  | Quarts de finale  | –                        |
| 2006–2007 | Liga Femenina   | 3      | Demi-finales       | Demi-finales      | –                        |
| 2007–2008 | Liga Femenina   | 14     | Relégation         | –                 | –                        |
| 2008–2009 | Liga Femenina 2 | 3      | Finaliste          | –                 | –                        |
| 2009–2010 | Liga Femenina 2 | 7      | Promotion playoffs | –                 | –                        |
| 2010–2011 | Liga Femenina 2 | 2      | Promu              | –                 | –                        |
| 2011–2012 | Liga Femenina   | 9      | –                  | –                 | –                        |
| 2012–2013 | Liga Femenina   | 5      |                    | –                 | –                        |
| 2013–2014 | Liga Femenina   | 6      |                    | –                 | –                        |

## Effectif 2013-2014
Entraîneur :  José Jesús Vázquez
Entraîneurs adjoints :  Chema Susilla Benito
- Belén Arrojo
- Berta Chumillas
- Patricia Argüello
- Andrea Vilaró
- María España
- Claudia Calvelo
- Georgina Bahí
- Alicia Elvira Molinero
- Ana Ariznavarreta
- Paloma Ordoñez
- Sandra Merino

## Joueuses célèbres ou marquantes
- Géraldine Bertal
- Anke De Mondt
- Ziomara Morrison
- Agathe N'Nindjem-Yolemp
- Sandra Ygueravide